# Alpine Ski-Juniorenweltmeisterschaften 2005
Die 24. Alpinen Ski-Juniorenweltmeisterschaften fanden vom 23. bis 27. Februar 2005 in Bardonecchia in der italienischen Provinz Turin (Region Piemont) statt.

## Männer

### Abfahrt
| Platz | Land | Sportler             | Zeit (min) |
| ----- | ---- | -------------------- | ---------- |
| 1     | SLO  | Rok Perko            | 1:25,58    |
| 2     | USA  | Christopher Beckmann | 1:25,78    |
| 3     | USA  | Erik Fisher          | 1:26,40    |
| 4     | AUT  | Michael Gmeiner      | 1:26,42    |
| 5     | FRA  | Alexandre Bouillot   | 1:26,54    |
| 6     | AUT  | Christoph Nösig      | 1:26,71    |

Datum: 23. Februar

### Super-G
| Platz | Land | Sportler           | Zeit (min) |
| ----- | ---- | ------------------ | ---------- |
| 1     | AUT  | Michael Gmeiner    | 1:25,20    |
| 2     | SLO  | Rok Perko          | 1:25,25    |
| 2     | CAN  | Gareth Sine        | 1:25,25    |
| 4     | SLO  | Andrej Križaj      | 1:25,29    |
| 5     | NOR  | Kjetil Jansrud     | 1:25,35    |
| 6     | FRA  | Alexandre Bouillot | 1:25,66    |

Datum: 25. Februar

### Riesenslalom
| Platz | Land | Sportler         | Zeit (min) |
| ----- | ---- | ---------------- | ---------- |
| 1     | AUT  | Michael Gmeiner  | 2:10,28    |
| 2     | AUT  | Florian Scheiber | 2:10,55    |
| 3     | CAN  | Stefan Guay      | 2:10,85    |
| 4     | AUT  | Michael Zach     | 2:10,91    |
| 5     | AUT  | Christoph Nösig  | 2:11,10    |
| 6     | SWE  | Jens Byggmark    | 2:11,15    |

Datum: 27. Februar

### Slalom
| Platz | Land | Sportler       | Zeit (min) |
| ----- | ---- | -------------- | ---------- |
| 1     | CZE  | Filip Trejbal  | 1:24,10    |
| 2     | SWE  | Mattias Hargin | 1:24,74    |
| 3     | SUI  | Beat Feuz      | 1:25,02    |
| 4     | NOR  | Kjetil Jansrud | 1:25,08    |
| 5     | USA  | Drew Roberts   | 1:25,15    |
| 6     | USA  | Tim Jitloff    | 1:25,47    |

Datum: 24. Februar

### Kombination
| Platz | Land | Sportler         | Punkte |
| ----- | ---- | ---------------- | ------ |
| 1     | USA  | Tim Jitloff      | 37,53  |
| 2     | NOR  | Kjetil Jansrud   | 39,20  |
| 3     | AUT  | Florian Scheiber | 42,84  |
| 4     | AUT  | Christoph Nösig  | 46,31  |
| 5     | CZE  | Kryštof Krýzl    | 54,07  |
| 6     | SWE  | Jens Byggmark    | 55,55  |

Datum: 23./27. Februar
Die Kombination besteht aus der Addition der Ergebnisse aus Abfahrt, Riesenslalom und Slalom.

## Frauen

### Abfahrt
| Platz | Land | Sportlerin       | Zeit (min) |
| ----- | ---- | ---------------- | ---------- |
| 1     | ITA  | Nadia Fanchini   | 1:28,84    |
| 2     | ITA  | Elena Fanchini   | 1:28,95    |
| 3     | AUT  | Katrin Triendl   | 1:29,61    |
| 4     | SUI  | Dominique Gisin  | 1:30,17    |
| 4     | FRA  | Aurélie Revillet | 1:30,17    |
| 6     | CAN  | Shona Rubens     | 1:30,21    |

Datum: 23. Februar

### Super-G
| Platz | Land | Sportlerin         | Zeit (min) |
| ----- | ---- | ------------------ | ---------- |
| 1     | AUT  | Andrea Fischbacher | 1:26,81    |
| 2     | ITA  | Nadia Fanchini     | 1:26,90    |
| 3     | ITA  | Elena Fanchini     | 1:27,06    |
| 4     | AUT  | Kathrin Zettel     | 1:27,49    |
| 5     | AUT  | Simone Streng      | 1:27,79    |
| 6     | SLO  | Urška Rabič        | 1:28,37    |

Datum: 24. Februar

### Riesenslalom
| Platz | Land | Sportlerin           | Zeit (min) |
| ----- | ---- | -------------------- | ---------- |
| 1     | ITA  | Nadia Fanchini       | 2:21,34    |
| 2     | CAN  | Brigitte Acton       | 2:21,64    |
| 3     | AUT  | Michaela Kirchgasser | 2:21,73    |
| 4     | AUT  | Kathrin Zettel       | 2:21,99    |
| 5     | CZE  | Šárka Záhrobská      | 2:22,02    |
| 6     | ITA  | Elena Fanchini       | 2:22,13    |

Datum: 26. Februar

### Slalom
| Platz | Land | Sportlerin            | Zeit (min) |
| ----- | ---- | --------------------- | ---------- |
| 1     | CZE  | Šárka Záhrobská       | 1:23,97    |
| 2     | AUT  | Kathrin Zettel        | 1:24,33    |
| 3     | CRO  | Ana Jelušić           | 1:25,19    |
| 4     | USA  | Resi Stiegler         | 1:26,58    |
| 5     | AUT  | Michaela Kirchgasser  | 1:27,03    |
| 6     | SWE  | Maria Pietilä Holmner | 1:27,37    |

Datum: 25. Februar

### Kombination
| Platz | Land | Sportlerin        | Punkte |
| ----- | ---- | ----------------- | ------ |
| 1     | AUT  | Kathrin Zettel    | 35,54  |
| 2     | USA  | Resi Stiegler     | 57,86  |
| 3     | CAN  | Sophie Splawinski | 74,29  |
| 4     | ITA  | Camilla Borsotti  | 75,79  |
| 5     | USA  | Chelsea Marshall  | 95,47  |
| 6     | SLO  | Ana Drev          | 98,43  |

Datum: 23./26. Februar
Die Kombination besteht aus der Addition der Ergebnisse aus Abfahrt, Riesenslalom und Slalom.

## Medaillenspiegel
| Platz | Land               | Gold | Silber | Bronze | Gesamt |
| ----- | ------------------ | ---- | ------ | ------ | ------ |
| 1     | Österreich         | 4    | 2      | 3      | 9      |
| 2     | Italien            | 2    | 2      | 1      | 5      |
| 3     | Tschechien         | 2    | –      | –      | 2      |
| 4     | Vereinigte Staaten | 1    | 2      | 1      | 4      |
| 5     | Slowenien          | 1    | 1      | –      | 2      |
| 6     | Kanada             | –    | 2      | 2      | 4      |
| 7     | Norwegen           | –    | 1      | –      | 1      |
| 7     | Schweden           | –    | 1      | –      | 1      |
| 9     | Kroatien           | –    | –      | 1      | 1      |
| 9     | Schweiz            | –    | –      | 1      | 1      |